# NGC 6686
NGC 6686 في الفهرس العام الجديد، هي مجرة، تقع في كوكبة القيثارة. اكتشفت في 29 مايو 1887 بواسطة إدوارد د. سويفت.

## روابط خارجية
- NGC 6686 على موقع ويكي سكاي: DSS2, SDSS, GALEX, IRAS, Hydrogen α, X-Ray, Astrophoto, Sky Map, Articles and images